# Arthur Söderberg
Carl Arthur Söderberg, född 8 mars 1861 i Åmål, död 20 juni 1935 i Halmstad, var en svensk läkare.
Söderberg, vars far var grosshandlare, blev student vid Uppsala universitet 1879, medicine kandidat vid Karolinska Institutet i Stockholm 1884 och medicine licentiat där 1888. Han blev praktiserande läkare i Åmål samma år, var andre bataljonsläkare vid Västgöta-Dals regemente 1890–1902, med kaptens rang sedan 1896, var bataljonsläkare vid Hallands regemente 1902–1904 och regementsläkare där från 1904. Han var fältläkare på reservstat 1918–1921, därefter fältläkare i Fältläkarkårens reserv. Han var järnvägsläkare vid Halmstad–Nässjö Järnvägar 1906–1931, läkare vid Halmstads dispensär 1915–1928, vid Halmstads högre allmänna läroverk 1919–1922 och vid Öringe barnhem sedan 1922. Han deltog i internationella tuberkuloskongresserna i Rom 1912 och 1928 och höll vid den förra föredrag om militärläkarnas ställning i kampen mot tuberkulosen. Han var ordförande i Hallands läkareförening 1922. Han var vice ordförande i stadsfullmäktige i Åmåls stad 1891–1904 och ledamot av Älvsborgs läns landsting för Åmåls stad 1894–1904. Han var ledamot av styrelsen för Sveriges riksbanks avdelningskontor i Halmstad 1909–1930.